# Карл, Ник
Николас Альберто «Ник» Карл (англ. Nicholas Alberto "Nick" Carle; 23 ноября 1981, Сидней, Новый Южный Уэльс, Австралия) — австралийский футболист чилийского и уругвайского происхождения, полузащитник.

## Ранние годы
В юности выиграл 5 футзальных титулов. В школьные годы выступал за школьную команду Patrician Brothers' College. Помог своей школе выиграть Кубок Билла Тёрнера в 1996 году.

## Клубная карьера
Первым профессиональным клубом Ника стал «Сидней Олимпик», выступавший в национальной футбольной лиге Австралии. Дебютировал в матче против «Маркони Стэллионс» 5 октября 1997 года, выйдя на замену на 75-й минуте матча, и забил гол в добавленное время. Всего за клуб провёл 86 матчей и забил 12 голов.
В 2002 году переходит во французский клуб «Труа», однако, отыграв всего 5 матчей, возвращается в Австралию в клуб «Маркони Стэллионз», за который играл до 2005 года, проведя 25 матчей и забив 6 голов.

### Ньюкасл Джетс
В 2005 году переходит в клуб только что сформированной А-Лиги «Ньюкасл Юнайтед Джетс». За клуб отыграл 2 первых сезона А-Лиги и стал очень популярен у болельщиков «Джетс». В феврале 2007 года получил престижную медаль Джонни Уоррена, присуждаемую лучшему игроку сезона, по мнению игроков, также гол Карла в ворота «Аделаида Юнайтед» был признан лучшим в сезоне 2006/07. В общей сложности за клуб провёл 45 матчей и забил 7 голов.

### Европа
В июне 2007 года Ник подписывает трёхлетний контракт с клубом «Генчлербирлиги» из турецкой Суперлиги. «Генчлербирлиги» выплатил за Карла 650 000 долларов. Всего провёл 14 матчей и забил один гол.
После впечатляющей игры за сборную в 2008 году переходит в клуб «Бристоль Сити», выступающий в Чемпионшипе, заключив контракт на три с половиной года. С клубом добрался до стадии плей-офф Чемпионшипа, где в финале проиграл клубу «Халл Сити».
Через полгода был продан за 1 000 000 фунтов в клуб «Кристал Пэлас», однако, за 2 года так и не став игроком основного состава, расторг свой контракт с клубом.

### Возвращение в Австралию
В мае 2010 года заключил трёхлетний контракт с зарплатой 1 950 000 долларов за весь контракт.
В июле 2016 года объявил о завершении профессиональной карьеры из-за травмы колена и переходит на работу в академию клуба «Сидней».

## Международная карьера
Выступал за молодёжную сборную Австралии на молодёжном чемпионате мира 2001, позднее выступал за олимпийскую сборную.
В основной сборной дебютировал в матче со сборной Венесуэлы в 2004 году.